# Pianiga
Pianiga é uma comuna italiana da região do Vêneto, província de Veneza, com cerca de 9.139 habitantes. Estende-se por uma área de 20 km², tendo uma densidade populacional de 457 hab/km². Faz fronteira com Dolo, Fiesso d'Artico, Mira, Mirano, Santa Maria di Sala, Vigonza (PD), Villanova di Camposampiero (PD).

## Demografia
| Variação demográfica do município entre 1861 e 2011                               |
|                                                                                   |
| Fonte: Istituto Nazionale di Statistica (ISTAT) - Elaboração gráfica da Wikipedia |